# ノエミ・ルノワール
ノエミ・ルノワール（Noémie Lenoir、1979年9月19日 - ）は、フランス出身のファッションモデルおよび女優。177センチメートル、86.5-61-89、レ・ジュリス出身。父親はフランス人で母はマダガスカル系レユニオン人。
『エル』や『スポーツ・イラストレイテッド』などの有名雑誌への登場や、ハイファッションブランドの広告への露出などから特に著名。グッチ、ロレアル、ネクスト、ギャップ、トミーヒルフィガー、ヴィクトリアズ・シークレット、マークス・アンド・スペンサーなどとの仕事が知られてきた。
高名な写真家アニー・リーボヴィッツの企画による「世界で最も成功した黒人モデルたち」の特集にその名が登場したことがある。

## 経歴
パリ近郊のいわゆるバンリュー（本人いわく“貧民窟”）育ち。17歳当時の1997年に自宅近辺の郵便局でモデル事務所・フォードモデルズの手配師から声を掛けられ、それをきっかけにモデル業を開始。
『ヴォーグ』、『ELLE』、『COSMOPOLITAN』、ならびに『マリ・クレール』などの有名雑誌の表紙や、『スポーツ・イラストレイテッド』水着特集号のモデルを過去6回（2000・2001・2003・2004・2005・2006年版）、「ヴィクトリアズ・シークレット」、「GAP」、「ラルフ・ローレン」や「グッチ」など数々の有名ブランドの広告やファッションショーのモデルなどを務めてきた。
女優業も行っており、映画『ラッシュアワー3』では重要人物にあたる「ジャンビエーブ」役で出演。坊主頭も披露した。

## 私生活
元恋人は元サッカー選手のクロード・マケレレ。二人の間には2005年に生まれた息子が一人いる。

### 自殺未遂
30歳当時の2010年5月9日、パリ郊外の森の小道で意識不明となって倒れていたところを、犬の散歩をしていた通行人に発見された。大量の酒と薬を服用しての自殺未遂と見られた。
のちに本人も自殺未遂であったことを認め、それについて「とにかくホントに、ホントに馬鹿なことをした」と述べた。動機については明確に語ることはなかったものの、私生活や仕事上の悩みが原因であったものと推測された。
ちょうどアンブローズ・オルセンの自殺、キム・ダウルの自殺、ヘイリー・コールの自殺、ルスラナ・コルシュノワの自殺など、ファッション界に「悲劇的な自殺事件」が相次いでいた時期であったことから、この事件もそれらと同じ文脈において語られたことがあった。